# Lista das alterações previstas pelo Acordo Ortográfico de 1990
O Acordo Ortográfico de 1990 prevê alterações na maneira de escrever das pessoas que falam a língua Portuguesa. No Brasil as alterações serão mais ao nível da acentuação e nos restantes países terá mais efeito nas consoantes designadas mudas.

## Mudanças no Brasil
Estas alterações incidem, nomeadamente, na completa eliminação do trema e eliminação dos acentos em terminações "-eia", "-oo" e "-oio" e do acento agudo nos hiatos paroxítonos precedidos por ditongo.

### Eliminação do trema
| Antes do acordo ortográfico | Após o acordo ortográfico |
| --------------------------- | ------------------------- |
| lingüiça                    | linguiça                  |
| seqüência                   | sequência                 |
| freqüência                  | frequência                |
| qüinqüênio                  | quinquênio                |
| pingüim                     | pinguim                   |
| cinqüenta                   | cinquenta                 |

### Eliminação do acento agudo nos hiatos paroxítonos precedidos por ditongo
| Antes do acordo ortográfico | Após o acordo ortográfico |
| --------------------------- | ------------------------- |
| assembléia                  | assembleia                |
| idéia                       | ideia                     |
| européia                    | europeia                  |
| apóio (v.)                  | apoio                     |
| alcatéia                    | alcateia                  |
| andróide                    | androide                  |

### Eliminação do acento no i e no u tônicos quando vierem depois de um ditongo decrescente
| Antes do acordo ortográfico | Após o acordo ortográfico |
| --------------------------- | ------------------------- |
| apazigúe                    | apazigue                  |
| feiúra                      | feiura                    |
| bocaiúva                    | bocaiuva                  |

### Eliminação do acento circunflexo das palavras terminadas em ôo(s)
| Antes do acordo ortográfico | Após o acordo ortográfico |
| --------------------------- | ------------------------- |
| abençôo                     | abençoo                   |
| enjôo                       | enjoo                     |
| vôo                         | voo                       |
| dôo                         | doo                       |
| magôo                       | magoo                     |
| perdôo                      | perdoo                    |
| zôo                         | zoo                       |

## Mudanças em Portugal e nos restantes países lusófonos
Segundo especialistas, em Portugal e nos restantes países lusófonos que não o Brasil (quer dizer nos PALOP, Timor-Leste e Macau), as alterações mais significativas encontram-se na eliminação das consoantes mudas. Outra alteração significativa corresponde à utilização de letra inicial minúscula nos nomes dos meses, estações do ano e pontos cardeais. Por fim, as formas do verbo haver ligadas à preposição de deixaram de ter hífen.
| Antes do acordo ortográfico | Após o acordo ortográfico |
| --------------------------- | ------------------------- |
| acção                       | ação                      |
| accionar                    | acionar                   |
| abstracção                  | abstração                 |
| abstracto                   | abstrato                  |
| acto                        | ato                       |
| actual                      | atual                     |
| activar                     | ativar                    |
| adjectivo                   | adjetivo                  |
| adoptar                     | adotar                    |
| afectivo                    | afetivo                   |
| antárctico                  | antártico                 |
| Antárctida                  | Antártida                 |
| Árctico                     | Ártico                    |
| arquitecto                  | arquiteto                 |
| atractivo                   | atrativo                  |
| bissectriz                  | bissetriz                 |
| colecção                    | coleção                   |
| contracção                  | contração                 |
| correcção                   | correção                  |
| correcto                    | correto                   |
| defectivo                   | defetivo                  |
| dejecção                    | dejeção                   |
| descontracção               | descontração              |
| dialecto                    | dialeto                   |
| didáctico                   | didático                  |
| direcção                    | direção                   |
| direccionar                 | direcionar                |
| directo                     | direto                    |
| director                    | diretor                   |

| Antes do acordo ortográfico | Após o acordo ortográfico |
| --------------------------- | ------------------------- |
| efectivo                    | efetivo                   |
| efectuar                    | efetuar                   |
| Egipto                      | Egito                     |
| eléctrico                   | elétrico                  |
| espectáculo                 | espetáculo                |
| estupefacção                | estupefação               |
| exacto                      | exato                     |
| excepção                    | exceção                   |
| excepto                     | exceto                    |
| extracto                    | extrato                   |
| factura                     | fatura                    |
| fracção                     | fração                    |
| fractura                    | fratura                   |
| injecção                    | injeção                   |
| inspector                   | inspetor                  |
| lectivo                     | letivo                    |
| nocturno                    | noturno                   |
| objecção                    | objeção                   |
| objecto                     | objeto                    |
| óptimo                      | ótimo                     |
| profiláctico                | profilático               |
| projecto                    | projeto                   |
| reacção                     | reação                    |
| redacção                    | redação                   |
| selecção                    | seleção                   |
| subtracção                  | subtração                 |
| subjectivo                  | subjetivo                 |
| tecto                       | teto                      |
| tracção                     | tração                    |
| trajecto                    | trajeto                   |

| Antes do acordo ortográfico | Após o acordo ortográfico |
| --------------------------- | ------------------------- |
| Janeiro                     | janeiro                   |
| Fevereiro                   | fevereiro                 |
| Primavera                   | primavera                 |
| Verão                       | verão                     |
| Norte                       | norte                     |
| Sul                         | sul                       |

| Antes do acordo ortográfico | Após o acordo ortográfico |
| --------------------------- | ------------------------- |
| hei-de                      | hei de                    |
| hás-de                      | hás de                    |
| há-de                       | há de                     |

## O que muda em todos os países
Suprimem-se alguns acentos de palavras paroxítonas ou graves contendo o ditongo "oi" e de um pequeno número de outras palavras.
| Antes do acordo ortográfico | Após do acordo ortográfico |
| --------------------------- | -------------------------- |
| bóia                        | boia                       |
| asteróide                   | asteroide                  |
| heróico                     | heroico                    |
| jóia                        | joia                       |

| Antes do acordo ortográfico | Após o acordo ortográfico |
| --------------------------- | ------------------------- |
| dêem                        | deem                      |
| lêem                        | leem                      |
| pára                        | para                      |
| pêlo                        | pelo                      |
| pêra                        | pera                      |
| pólo                        | polo                      |

### Hífen
As regras de hifenação sofrem alterações, fazendo com que uns sejam eliminados e outras palavras passem a ser hifenizadas quando até agora não o eram.
Exemplos de eliminação de hífen
| Antes do acordo ortográfico | Após o acordo ortográfico |
| --------------------------- | ------------------------- |
| anti-semita                 | antissemita               |
| anti-religioso              | antirreligioso            |
| contra-regra                | contrarregra              |
| extra-escolar               | extraescolar              |
| co-administrador            | coadministrador           |
| co-herdeiro                 | coerdeiro                 |

Elimina-se o hífen em palavras que perderam a noção de composição
| Antes do acordo ortográfico | Após o acordo ortográfico |
| --------------------------- | ------------------------- |
| manda-chuva                 | mandachuva                |
| pára-quedas                 | paraquedas                |

Elimina-se o hífen em palavras compostas com elementos de ligação
| Antes do acordo ortográfico | Após o acordo ortográfico |
| --------------------------- | ------------------------- |
| pé-de-moleque               | pé de moleque             |
| dia-a-dia                   | dia a dia                 |
| fim-de-semana               | fim de semana             |
| cor-de-vinho                | cor de vinho              |
| ponto-e-vírgula             | ponto e vírgula           |
| cara-de-pau                 | cara de pau               |
| maria-vai-com-as-outras     | maria vai com as outras   |
| leva-e-traz                 | leva e traz               |
| deus-me-livre               | deus me livre             |
| bicho-de-sete-cabeças       | bicho de sete cabeças     |
| faz-de-conta                | faz de conta              |

Exceções: água-de-colônia, arco-da-velha, cor-de-rosa, mais-que-perfeito, pé-de-meia, ao deus-dará, à queima-roupa, gota-d’água, pé-d’água, espécies animais e botânicas.
Exemplos de introdução de hífen
| Antes do acordo ortográfico | Após o acordo ortográfico |
| --------------------------- | ------------------------- |
| microondas                  | micro-ondas               |
| arquiinimigo                | arqui-inimigo             |

## Dupla grafia
De forma a contemplar as diferenças fonéticas existentes aceitam-se duplas grafias em algumas palavras. Estas duplas grafias são divididas em dois grupos. O primeiro consiste na existência de algumas palavras que possuem consoantes que, dependendo do uso individual ou nacional, podem ser pronunciadas ou não. O segundo grupo inclui variações ao nível da acentuação das letras e e o em certas palavras. No Brasil usa-se acento circunflexo, nos restantes países usa-se o acento agudo.
| ortografia portuguesa | ortografia brasileira |
| --------------------- | --------------------- |
| abdómen               | abdômen               |
| académico             | acadêmico             |
| acanónico             | acanônico             |
| aceção                | acepção               |
| acupunctor            | acupuntor             |
| afeção                | afecção               |
| afónico               | afônico               |
| Amazónia              | Amazônia              |
| amígdala              | amídala               |
| amnistia              | anistia               |
| anafiláctico          | anafilático           |
| anatómico             | anatômico             |
| anónimo               | anônimo               |
| anticoncecional       | anticoncepcional      |
| antiepilético         | antiepiléptico        |
| antimónio             | antimônio             |
| antissético           | antisséptico          |
| antónimo              | antônimo              |
| António               | Antônio               |
| antropónimo           | antropônimo           |
| apocalítico           | apocalíptico          |
| arimética             | aritmética            |
| Arménia               | Armênia               |
| arménio               | armênio               |
| artiodáctilo          | artiodátilo           |
| aspeto                | aspecto               |
| assético              | asséptico             |
| assimptota            | assintota             |
| astrónomo             | astrônomo             |
| atómico               | atômico               |
| atónito               | atônito               |
| autómato              | autômato              |
| autónomo              | autônomo              |
| bebé                  | bebê                  |
| binómio               | binômio               |
| bissecção             | bisseção              |
| blasfémia             | blasfêmia             |
| Boémia                | Boêmia                |
| bónus                 | bônus                 |
| canónico              | canônico              |
| carácter              | caráter               |
| carácter (símbolo)    | caractere             |
| característica        | caraterística         |
| cato                  | cacto                 |
| cénico                | cênico                |
| cerimónia             | cerimônia             |
| colónia               | colônia               |
| cómico                | cômico                |
| cómodo                | cômodo                |
| concepção             | conceção              |
| cónego                | cônego                |
| conetivo              | conectivo             |
| confeção              | confecção             |
| cónico                | cônico                |
| conjetura             | conjectura            |
| connosco              | conosco               |
| contacto              | contato               |
| contraceção           | contracepção          |
| contráctil            | contrátil             |
| corrupção             | corrução              |
| corrupto              | corruto               |
| crónica               | crônica               |
| crónico               | crônico               |
| demónio               | demônio               |
| económico             | econômico             |
| eletrónica            | eletrônica            |
| epirogénese           | epirogênese           |
| erróneo               | errôneo               |
| Eslovénia             | Eslovênia             |
| Estónia               | Estônia               |
| estrogénio            | estrogênio            |
| facto                 | fato                  |
| fenómeno              | fenômeno              |
| filarmónico           | filarmônico           |
| fletir                | flectir               |
| fotónico              | fotônico              |
| frénico               | frênico               |

| ortografia portuguesa | ortografia brasileira |
| --------------------- | --------------------- |
| gémeo                 | gêmeo                 |
| género                | gênero                |
| génese                | gênese                |
| génio                 | gênio                 |
| grémio                | grêmio                |
| harmónico             | harmônico             |
| heterogéneo           | heterogêneo           |
| heterónimo            | heterônimo            |
| hidrogénio            | hidrogênio            |
| homogéneo             | homogêneo             |
| húmido                | úmido                 |
| incómodo              | incômodo              |
| indemne               | indene                |
| indemnização          | indenização           |
| infeção               | infecção              |
| ingénuo               | ingênuo               |
| insónia               | insônia               |
| iónico                | iônico                |
| irónico               | irônico               |
| jacto                 | jato                  |
| Letónia               | Letônia               |
| macedónico            | macedônico            |
| macedónio             | macedônio             |
| maçónico              | maçônico              |
| manicómio             | manicômio             |
| milénio               | milênio               |
| Mónaco                | Mônaco                |
| Mónica                | Mônica                |
| monómio               | monômio               |
| Neptuno               | Netuno                |
| nipónico              | nipônico              |
| nitrogénio            | nitrogênio            |
| nómada                | nômade                |
| nosocómio             | nosocômio             |
| ómega                 | ômega                 |
| omnipotente           | onipotente            |
| omnisciente           | onisciente            |
| ónus                  | ônus                  |
| orogénese             | orogênese             |
| oxigénio              | oxigênio              |
| Patagónia             | Patagônia             |
| património            | patrimônio            |
| pénis                 | pênis                 |
| perceção              | percepção             |
| perentório            | peremptório           |
| Pirenéus              | Pireneus              |
| platónico             | platônico             |
| polémica              | polêmica              |
| polémico              | polêmico              |
| polinómio             | polinômio             |
| Polónia               | Polônia               |
| polónio               | polônio               |
| prémio                | prêmio                |
| Quénia                | Quênia                |
| quilómetro            | quilômetro            |
| quociente             | cociente              |
| quota                 | cota                  |
| quotidiano            | cotidiano             |
| recepção              | receção               |
| Roménia               | Romênia               |
| secção                | seção                 |
| sector                | setor                 |
| sémen                 | sêmen                 |
| sinónimo              | sinônimo              |
| sónico                | sônico                |
| súbdito               | súdito                |
| subtil                | sutil                 |
| sumptuoso             | suntuoso              |
| tectónico             | tectônico             |
| telefónico            | telefônico            |
| ténia                 | tênia                 |
| ténis                 | tênis                 |
| ténue                 | tênue                 |
| tónico                | tônico                |
| tónus                 | tônus                 |
| topónimo              | topônimo              |
| trinómio              | trinômio              |
| vénus                 | vênus                 |

## Sequências consonânticas que são lidas e mantidas
Conservam-se também palavras com sequências consonânticas que são invariavelmente e sempre pronunciadas por todos os falantes cultos da língua portuguesa:
| adepto     |
| apto       |
| compacto   |
| convicção  |
| convicto   |
| díptico    |
| egípcio    |
| erupção    |
| eucalipto  |
| ficção     |
| friccionar |
| inepto     |
| núpcias    |
| opção      |
| pacto      |
| pictural   |
| rapto      |

## Novo alfabeto
As letras "k", "w" e "y" passarão a ser oficialmente incorporadas ao alfabeto da língua portuguesa. Os dicionários já registram essas letras; os países africanos também já possuem algumas palavras escritas com elas. Assim, o alfabeto da língua portuguesa passa a ser formado por vinte e seis letras, cada uma delas com uma forma minúscula e outra maiúscula:
| a A (á)          | n N (ene)           |
| b B (bê)         | o O (o)             |
| c C (cê)         | p P (pê)            |
| d D (dê)         | q Q (quê)           |
| e E (é)          | r R (erre)          |
| f F (efe)        | s S (esse)          |
| g G (gê ou guê)  | t T (tê)            |
| h H (agá)        | u U (u)             |
| i I (i)          | v V (vê)            |
| j J (jota)       | w W (dâblio/dáblio) |
| k K (capa ou cá) | x X (xis)           |
| l L (ele)        | y Y (ípsilon)       |
| m M (eme)        | z Z (zê)            |

Por fim, as denominações apresentadas a cada letra no texto do Acordo não excluem outras formas regionais ou nacionais de denominação, tais como "fê", "lê", "mê" e "nê" para F, L, M e N, por exemplo.